# Чачик
Чачик (пол. Czaczyk, нім. Klein Schatz) — село в Польщі, у гміні Сміґель Косцянського повіту Великопольського воєводства.
Населення — 82 особи (2011).
У 1975-1998 роках село належало до Лешненського воєводства.

## Демографія
Демографічна структура станом на 31 березня 2011 року:
|          | Загалом | Допрацездатний вік | Працездатний вік | Постпрацездатний вік |
| -------- | ------- | ------------------ | ---------------- | -------------------- |
| Чоловіки | 40      | 7                  | 30               | 3                    |
| Жінки    | 42      | 5                  | 28               | 9                    |
| Разом    | 82      | 12                 | 58               | 12                   |